# Iaropolk Ier
Iaropolk Sviatoslavitch (en russe et en ukrainien : Ярополк Святославич) est un prince Rus’ de la dynastie des Riourikides, né entre 958 et 960 et qui règne de 972 à sa mort en 980. Il est le fils aîné de Sviatoslav.

## Biographie
Iaropolk est le fils aîné du grand-prince Sviatoslav Ier dit Sviatoslav le Brave (942-972), grand-prince de Kiev appartenant à la dynastie des Riourikides et d’une certaine Predslava, mentionnée dans le traité russo-byzantin de 945. Lorsqu’en 969 son père, Sviatoslav, annonça sa décision d’aller vivre à Pereïaslavets, en Bulgarie, Iaropolk hérita de Kiev, Oleg, reçut les terres drevlianes et Vladimir, le cadet, hérite de Novgorod. Ce n’est qu’en 972 que Iaropolk prend possession de son héritage, Olga, sa grand-mère, très malade, ayant prié son fils de surseoir à son plan jusqu’à sa mort.
Bientôt, la guerre éclata entre Iaropolk, devenu grand-prince, et son frère Oleg, parce que celui-ci avait tué le fils de l’un de ses hommes. Oleg fut tué au cours de la bataille où s'affrontèrent les deux princes et Iaropolk s’empara des possessions de son frère. Puis, il décida de conquérir Novgorod d’où Vladimir, prudent, s’était éloigné en apprenant la nouvelle de la mort d'Oleg. Ayant réuni à son profit l’ensemble des possessions de son père, Iaropolk s’établit à Novgorod ,.
Il tente alors d’établir des contacts avec le monde occidental. Lambert d’Hersfeld rapporte que, le jour de Pâques 973, l’empereur germanique Otton Ier reçut la visite d’envoyés de la Rous’ (legati gentium Ruscorum) chargés de riches présents; quatre ans plus tard, il reçut le légat du pape Benoit VII à Kiev.  En 979, il signa un traité d’amitié avec Ildéja, prince des Petchenègues et il reçut les ambassadeurs de l’empereur byzantin venus lui porter le tribut que Constantinople avait déjà payé à son père.
En 980, Vladimir revint d’exil avec une droujina (détachement) varègue et reprit Novgorod. Peu après, il envoya un message à Rogvold, prince de Polotsk, lui demandant la main de sa fille Rognéda. Mais il fut éconduit, Rognéda préférant Iaropolk, fils légitime de Sviatoslav, au bâtard Vladimir. Celui-ci, à la tête d’une armée composite, marcha alors contre Polotsk dont il s’empara, faisant Rognéda prisonnière alors qu’elle s’apprêtait à rejoindre Iaropolk, puis se dirigea vers Kiev où celui-ci s’était retranché. Vladimir s’entendit alors avec le voïvode de Iaropolk appelé Blud pour faire sortir Iaropolk de Kiev. Blud conseilla à Iaropolk de se réfugier dans la ville de Rodnya à l’embouchure de la rivière Ros’. Vladimir mit le siège devant Rodnya et obligea Iaropolk à négocier. Faisant confiance à Blud et à la promesse de son frère, Iaropolk se dirigea vers la forteresse où se trouvait Vladimir. Dès son arrivée, il fut attaqué par deux Varègues qui lui plongèrent leur épée dans le corps.

## Conversion?
Bien que Iaropolk n’ait jamais été baptisé, la question a été posée de savoir jusqu’à quel point Iaropolk se rapprochait du christianisme. 
Le Chronicon d’Adémar de Chabannes et la Vie de saint Romuald de Pierre Damien décrivent comment saint Bruno de Querfurt fut envoyé dans la Rous’ (latin Russia) et réussit à convertir un roi local (un des trois frères qui gouvernaient le pays) au christianisme. Les deux textes comportant de nombreux anachronismes, Vladimir Parkhomenko soutient que les actes de Bruno regroupent en fait des actions qu’il faut attribuer à ses prédécesseurs, Adalbert de  Prague et plusieurs missionnaires anonymes qui travaillaient en Europe de l’Est durant le règne d’Otton II.
Poursuivant ce raisonnement, l'historien Alexandre Nazarenko (en) suggère que Iaropolk avait commencé les rites préparatoires au baptême, mais qu’il fut assassiné par son demi-frère païen dont les droits au trône étaient douteux, avant d’avoir pu être reçu dans la foi chrétienne. Toute information sur le baptême de Iaropolk suivant le rite latin aurait alors été supprimée par les chroniqueurs orthodoxes soucieux de conserver intacte l’image de Vladimir comme Apôtre de la Russie, pour les générations subséquentes.  
On sait toutefois que, plusieurs années plus tard, Iaroslav le Sage (neveu de Iaropolk et fils de Vladimir) fit exhumer le corps du prince et lui donna une sépulture chrétienne. Il donna également le nom de Iaropolk à son petit-fils.

## Mariage et descendance
Iaropolk était marié à une religieuse grecque, Julia, capturée en Bulgarie par son père. Après la mort de Iaropolk, Vladimir la viola ; elle devint enceinte d’un fils, Sviatopolk Ier de Kiev (vers 980-1019), dont, selon le chroniqueur, on ne sait s’il fut le fils de Iaropolk ou de Vladimir.

## Ancêtres
|  |                         |  |  |  |  |  |  |  |  |  |  |  |  |  |  |  |
|  | 8. Riourik              |  |  |  |  |  |  |  |  |  |  |  |  |  |  |  |
|  |                         |  |  |  |  |  |  |  |  |  |  |  |  |  |  |  |
|  |                         |  |  |  |  |  |  |  |  |  |  |  |  |  |  |  |
|  | 4. Igor de Kiev         |  |  |  |  |  |  |  |  |  |  |  |  |  |  |  |
|  |                         |  |  |  |  |  |  |  |  |  |  |  |  |  |  |  |
|  |                         |  |  |  |  |  |  |  |  |  |  |  |  |  |  |  |
|  | 2. Sviatoslav Ier       |  |  |  |  |  |  |  |  |  |  |  |  |  |  |  |
|  |                         |  |  |  |  |  |  |  |  |  |  |  |  |  |  |  |
|  |                         |  |  |  |  |  |  |  |  |  |  |  |  |  |  |  |
|  | 10. Oleg le Sage        |  |  |  |  |  |  |  |  |  |  |  |  |  |  |  |
|  |                         |  |  |  |  |  |  |  |  |  |  |  |  |  |  |  |
|  |                         |  |  |  |  |  |  |  |  |  |  |  |  |  |  |  |
|  | 5. Olga de Kiev         |  |  |  |  |  |  |  |  |  |  |  |  |  |  |  |
|  |                         |  |  |  |  |  |  |  |  |  |  |  |  |  |  |  |
|  |                         |  |  |  |  |  |  |  |  |  |  |  |  |  |  |  |
|  | 11. Hélène              |  |  |  |  |  |  |  |  |  |  |  |  |  |  |  |
|  |                         |  |  |  |  |  |  |  |  |  |  |  |  |  |  |  |
|  |                         |  |  |  |  |  |  |  |  |  |  |  |  |  |  |  |
|  | 1. Iaropolk Ier de Kiev |  |  |  |  |  |  |  |  |  |  |  |  |  |  |  |
|  |                         |  |  |  |  |  |  |  |  |  |  |  |  |  |  |  |
|  |                         |  |  |  |  |  |  |  |  |  |  |  |  |  |  |  |
|  | 3. Predslava            |  |  |  |  |  |  |  |  |  |  |  |  |  |  |  |
|  |                         |  |  |  |  |  |  |  |  |  |  |  |  |  |  |  |
|  |                         |  |  |  |  |  |  |  |  |  |  |  |  |  |  |  |